# Austrogomphus turneri
Austrogomphus turneri är en trollsländeart som beskrevs av Martin 1901. Austrogomphus turneri ingår i släktet Austrogomphus och familjen flodtrollsländor. Inga underarter finns listade i Catalogue of Life.